# Christian de La Malène
Christian Lunet de La Malène (* 5. Dezember 1920 in Nîmes, Département Gard; † 26. September 2007) war ein französischer Soziologe und gaullistischer Politiker (RPF, UNR, UDR, RPR). Er war von 1958 bis 1994 Mitglied des Europäischen Parlaments, wo er der Fraktion der Sammlungsbewegung der Europäischen Demokraten vorsaß. Auf nationaler Ebene war er mehrmals Abgeordneter in der französischen Nationalversammlung und von 1977 bis 2004 Mitglied des Senats. Zudem war er zeitweise Staatssekretär und Minister in verschiedenen Regierungen der Fünften Republik.

## Leben

### Studium, Zweiter Weltkrieg und berufliche Laufbahn
Christian de La Malène, Sohn von General Jacques Lunet de La Malène und dessen Ehefrau Henriette Viviez de Chattelard, absolvierte seine schulische Ausbildung am Lycée de Grenoble sowie am traditionsreichen Lycée Saint-Louis in Paris. Danach trat er zu Beginn des Zweiten Weltkrieges in die Streitkräfte ein und wurde für seine Verdienste mit dem Croix de guerre 1939–1945 ausgezeichnet. Im Anschluss absolvierte er ein Studium der Rechtswissenschaften an der Sorbonne, der Universität von Paris, und erwarb einen Doktor der Rechte. 
Er war seit 1947 als Soziologe tätig und zwischen 1952 und 1957 Verwaltungssekretär der Fraktion der von Charles de Gaulle gegründeten gaullistischen Rassemblement du peuple français (RPF) sowie der Républicains sociaux  (RS) im Conseil de la République, dem Oberhaus des Parlaments während der Vierten Republik. 1957 wurde er Mitglied der Parlamentarischen Vertretung der Union française, die die Interessen der Überseegebiete und damals noch bestehenden Kolonien vertrat. Dieser Versammlung gehörte er bis zu deren Auflösung bei Gründung der Fünften Republik am 4. Oktober 1958 an. 

### Abgeordneter, Vertreter im Europäischen Parlament und Staatssekretär
Bei den Wahlen vom 30. November 1958 wurde La Malène für die Union pour la Nouvelle République (UNR) im 16. Wahlkreis des Départements Seine (umfasste einen Teil des 14. Arrondissements von Paris) erstmals zum Mitglied der Nationalversammlung gewählt und gehörte dieser in der ersten Legislaturperiode der Fünften Republik bis zum 24. September 1961 an. Zusätzlich wurde er am 29. Januar 1959 Mitglied des Europäischen Parlaments, die zu der Zeit noch durch die jeweiligen Parlamente der Mitgliedstaaten entsandt wurden. Er schloss sich dort vom 29. Januar 1959 bis zum 10. Oktober 1961 der Liberalen und Demokratischen Fraktion an.
Am 24. August 1961 übernahm La Malène sein erstes Regierungsamt, und zwar als Staatssekretär für Information beim Premierminister (Secrétaire d’État auprès du Premier ministre, chargé de l’information) im Kabinett Debré, dem er bis zum 14. April 1962 angehörte. Bei den Wahlen vom 25. November 1962 wurde er für die gemeinsame Liste von UNR und Union Démocratique du Travail (UDT) wieder als Abgeordneter des 16. Wahlkreises von Seine Nationalversammlung gewählt. Nach der Wahl vom 12. März 1967 gehörte er in der dritten Legislaturperiode der gaullistischen Fraktion der Union des Démocrates pour la Ve République (UDR) sowie nach der Wahl vom 30. Juni 1968 der Union pour la défense de la République (UDR) beziehungsweise der 1971 daraus hervorgegangenen Union des démocrates pour la République an.
Neben seiner Mitgliedschaft in der Nationalversammlung wurde La Malène am 19. Dezember 1962 auch wieder als Vertreter des französischen Parlaments in das Europaparlament entsandt und diesem zunächst bis zum 19. Juli 1979 an. Er war dort zunächst wieder Mitglied der Liberalen und Demokratischen Fraktion und daraufhin zwischen dem 30. Januar 1963 und dem 20. Januar 1965 Fraktionsloser Abgeordneter, ehe er sich am 21. Januar 1965 der Fraktion der Europäischen Demokratischen Union anschloss. 
Darüber hinaus wurde er 1965 erstmals Mitglied des Stadtrates von Paris, dem er nach seinen Wiederwahlen 1977 und 1983 als Vertreter des 14. Arrondissement, dem Arrondissement de l’Observatoire, bis 1989 angehörte. Während dieser Zeit fungierte er im Pariser Stadtrat zwischen 1965 und 1977 als Hauptberichterstatter für den städtischen Haushalt.

### Minister und Kommunalpolitiker in Paris
Nach den Pariser Unruhen im Mai 1968 wurde La Malène im Zuge der umfangreichen Umbildung des vierten Kabinetts Pompidou am 31. Mai 1968 Minister mit der Zuständigkeit für wissenschaftliche Forschung und Atom- und Raumfahrtfragen (Ministre chargé de la recherche scientifique et des questions atomiques et spatiales) und bekleidete dieses Amt bis 10. Juli 1968. Im Europaparlament wurde er am 2. Juli 1973 Mitglied der aus der Fraktion der Europäischen Demokratischen Union entstandenen Fraktion der Europäischen Demokraten für den Fortschritt und fungierte zwischen dem 17. Februar 1975 bis zum 16. Juli 1979 als deren Vorsitzender.
1977 erklärte La Malène zunächst bei der ersten Direktwahl für das Amt des Bürgermeisters von Paris  zu kandidieren. Er zog seine Kandidatur dann zu Gunsten von Jacques Chirac für die vom Rassemblement pour la République (RPR) gestellten Liste Union pour Paris zurück, der daraufhin im zweiten Wahlgang am 20. März 1977 mit 49,5 Prozent (54 Sitzen im Stadtrat) vor Henri Fiszbin von dem aus PCF, PS und PRG bestehenden Linksbündnis Union de la gauche mit 36,7 Prozent (40 Sitze) und Michel d’Ornano für das aus Républicains indépendants (RI) und Centre des démocrates sociaux (CDS) bestehende Bündnis Protection pour Paris 13,8 Prozent (15 Sitze) zum Bürgermeister gewählt wurde. Daraufhin war er zwischen 1977 und 1983 Erster Vize-Bürgermeister von Paris und Beigeordneter für Finanzen und damit erster Stellvertreter Chiracs.

### Senator und Wahlen ins Europaparlament
Bei den Wahlen vom 25. September 1977 wurde de La Malène für die RPR schließlich zum Mitglied des Senats gewählt, dem er nach seinen Wiederwahlen am 28. September 1986 sowie am 24. September 1995 27 Jahre lang bis zum 30. September 2004 an. Am 6. Oktober 1977 wurde er Mitglied des Senatsausschusses für Kultur (Commission des affaires culturelles), dem er bis 1981 angehörte. Danach war er von 1981 bis zum 9. Oktober 1986 Mitglied des Auswärtigen Ausschusses (Commission des affaires étrangères), zwischen dem 9. Oktober 1986 und dem 3. April 1987 Mitglied des Rechtsausschusses (Commission des lois) und danach vom 3. April 1987 bis zum 30. September 2004 wieder Mitglied des Auswärtigen Ausschusses, der zuletzt 2003 in Ausschuss für Auswärtige Angelegenheiten, Verteidigung und die Streitkräfte (Commission des affaires étrangères, de la défense et des forces armées) umbenannt wurde.
La Malène wurde bei der Europawahl am 10. Juni 1979 zudem auch erstmals direkt zum Mitglied des Europäischen Parlaments gewählt und gehörte diesem nach seinen Wiederwahlen bei den Europawahlen am 17. Juni 1984 und am 15. Juni 1989 vom 17. Juli 1979 bis zum 18. Juli 1994 an. Er war anschließend weiterhin Vorsitzender der Fraktion der Europäischen Demokraten für den Fortschritt sowie seit dem 24. Juli 1984 bis 18. Juli 1994 Vorsitzender der daraus entstandenen Fraktion der Sammlungsbewegung der Europäischen Demokraten. Daneben fungierte er zwischen dem 8. Juli 1980 und dem 31. Dezember 1980 als stellvertretender Vorsitzender der Delegation im Gemischten Parlamentarischen Ausschuss EWG-Griechenland sowie vom 10. April 1986 bis zum 20. Januar 1987 als Vorsitzender der Delegation für die Beziehungen zu den Maghreb-Ländern. Im Laufe der Mitgliedschaft war er ferner Mitglied zahlreicher weiterer Ausschüsse und zuletzt zwischen dem 26. Juli 1989 und dem 18. Juli 1994 Mitglied im Ausschuss für Verkehr und Fremdenverkehr. 
Am 10. Juni 1994 wurde La Malène, der von 1983 bis 1989 Vize-Bürgermeister von Paris für Sonderaufgaben war, außerdem Mitglied der Parlamentarischen Delegation des Senats für die Europäische Union, der er bis zum 14. Oktober 1998 angehörte. Des Weiteren wurde er 1998 sowie von 1999 bis 2004 Präsident der französischen Delegation in der Parlamentarischen Versammlung der Organisation für Sicherheit und Zusammenarbeit in Europa (OSZE).
Aus seiner am 7. Juli 1978 geschlossenen Ehe mit Pauline Ginier-Gillet ging sein Sohn Barnabé de La Malène hervor.

## Veröffentlichung
- Une espérance inassouvie… 30 ans d’Europe, 1989